# Adam Pearl
Adam Pearl (ca. 1979) is een Amerikaans klavecimbelspeler en dirigent.

## Levensloop
Pearl studeerde aan het Peabody Conservatorium van de Johns Hopkins-universiteit in Baltimore en behaalde er achtereenvolgens een Bachelor (piano), een Master (klavecimbel) en een doctoraat in muziek. In 2004 behaalde hij de Derde prijs op het internationaal klavecimbelconcours, in het kader van het Festival Musica Antiqua in Brugge.
Hij werd docent aan de afdeling oude muziek van het Peabody Conservatorium. Hij doceerde er onder meer klavecimbel, continuo, ornamentatie, ensembles en gerelateerde studies.
Pearl concerteerde uitgebreid in de Verenigde Staten, in de eerste plaats in de streken van Baltimore, Washington D.C. en Philadelphia. Hij trad op als solist of in duo, bijvoorbeeld met zijn collega de violiste Risa Browder. Hij speelde ook met ensembles zoals Tempesta di Mare, Opera Lafayette, the Richmond Symphony, the Catacoustic Consort en de American Bach Soloists. Hij werkte ook als directeur van het American Opera Theater, vroeger bekend als 'Ignoti Dei Opera' en dirigeerde er producties zoals 'Venus en Adonis', 'Dido en Aeneas' van Henry Purcell, 'La Calisto' en 'La Didone' van Francesco Cavalli, 'David en Jonathan' van Marc-Antoine Charpentier, 'Acis en Galatea' van Händel en 'Adonis' van Jean-Philippe Rameau. Meestal dirigeert Pearl van achter het klavecimbel.
In 2010 gaf Pearl concerten met werk van Engelse virginalisten, van Johann Jakob Froberger en van Carl Philipp Emanuel Bach. In New Haven speelde hij hiervoor op een gerestaureerd Ruckersklavecimbel uit 1640, dat behoort tot de Yale Collection of Musical Instruments.

## Discografie
Pearl heeft in 2007 opnamen van werk van Händel uitgevoerd met Tempesta di Mare en met Julianne Baird.
Hij was een van de vijf klavecimbelspelers die in 2007 de volledige werken van Johann Sebastian Bach op oude instrumenten opnamen, voor rekening van Plectra Music in 2007.